# توني بيشوب
توني بيشوب (بالإنجليزية: Tony Bishop)‏ مواليد 16 يوليو 1989 في دالاس، هو لاعب كرة سلة أمريكي. بدأ مسيرته الاحترافية في سنة 2011. يلعب مع أتلتيكوس دي سان جرمان في دوري بورتوريكو لكرة السلة. يحمل الرقم 23. يبلغ طوله 6 قدم 7 بوصة (2.0 م).

## المسيرة الاحترافية
لعب مع نادي نفيجيس لكرة السلة في موسم 2012–2013، ثم لعب مع أتلتيكوس دي سان جرمان في سنة 2015، ثم لعب مع إسبارن بريمرهافن في الدوري الألماني في موسم 2015–2016، ثم لعب مع أتلتيكوس دي سان جرمان في سنة 2016.

## روابط خارجية
- توني بيشوب على موقع الاتحاد الدولي لكرة السلة (الإنجليزية)
- توني بيشوب على موقع كرة السلة الأوروبية.كوم (الإنجليزية)
- توني بيشوب على موقع كلية كرة السلة في سبورتس رفرنس.كوم (الإنجليزية)
- توني بيشوب على موقع ريلجم (الإنجليزية)
- توني بيشوب على موقع بروبوليرز (الإنجليزية)
- توني بيشوب على موقع سبورتس رفرنس (الإنجليزية)